# Родопі
Родопі (грец. Ροδόπη) — ном в Греції, розташований в периферії Східна Македонія та Фракія. Столиця — Комотіні.

## Муніципалітети і комуни
| Муніципалітет  | YPES код | Місцева влада (якщо відрізняється) | Поштовий код | Тел. код |
| -------------- | -------- | ---------------------------------- | ------------ | -------- |
| Егірос         | 4501     |                                    | 691 00       | 25310-9  |
| Арріана        | 4503     |                                    | 693 00       | 25320-3  |
| Філліра        | 4512     |                                    | 691 00       | 25320-4  |
| Іасмос         | 4504     |                                    | 692 00       | 25340-2  |
| Комотіні       | 4506     |                                    | 691 00       | 25310-2  |
| Маронія        | 4507     | Ксілагані                          | 694 00       | 25330-2  |
| Нео-Сідерохорі | 4508     |                                    | 691 00       | 25310-5  |
| Сапес          | 4510     |                                    | 693 00       | 23520-2  |
| Состіс         | 4511     |                                    | 692 00       | 25310-5  |
| Комуна         | YPES код | Місцева влада (якщо відрізняється) | Поштовий код | Тел. код |
| Амаксадес      | 4502     |                                    | 692 00       | 25340-3  |
| Кехрос         | 4505     |                                    | 693 00       | 23510-3  |
| Органі         | 4509     |                                    | 695 00       | 25310-3  |

| Греція | Це незавершена стаття з географії Греції. Ви можете допомогти проєкту, виправивши або дописавши її. |